# Stallenkandel
Stallenkandel ist ein ehemaliges Dorf und heute Teil der Kerngemeinde von Wald-Michelbach im hessischen Landkreis Bergstraße. 

## Geographische Lage
Stallenkandel liegt 439 Meter hoch als Straßendorf 1,5 Kilometer nordwestlich von Wald-Michelbach im Odenwald in der Gemarkung Wald-Michelbach, oberhalb des wenige Hundert Meter in nordwestlicher Richtung entfernten Ober-Mengelbach.

## Geschichte
Der Weiler wurde erstmals im Jahr 1770 als Stallen Kandel erwähnt. Er wird organisatorisch als Teil der Kerngemeinde Wald-Michelbach betrachtet.

## Verkehr
Auf der kurvenreichen Landesstraße L 3409 von Zotzenbach nach Stallenkandel, die über die Kreidacher Höhe weiter nach Wald-Michelbach führt, wurden früher Bergrennen gefahren.